# Río Sardiñeira
Río Sardiñeira är ett vattendrag i Spanien.   Det ligger i provinsen Provincia de Lugo och regionen Galicien, i den nordvästra delen av landet, 400 km nordväst om huvudstaden Madrid. Río Sardiñeira ligger vid sjön Embalse de Belesar.